# Corydalis ambigua
Corydalis ambigua är en vallmoväxtart. Corydalis ambigua ingår i släktet nunneörter, och familjen vallmoväxter.

## Underarter
Arten delas in i följande underarter:
- C. a. ambigua
- C. a. amurensis

## Bildgalleri

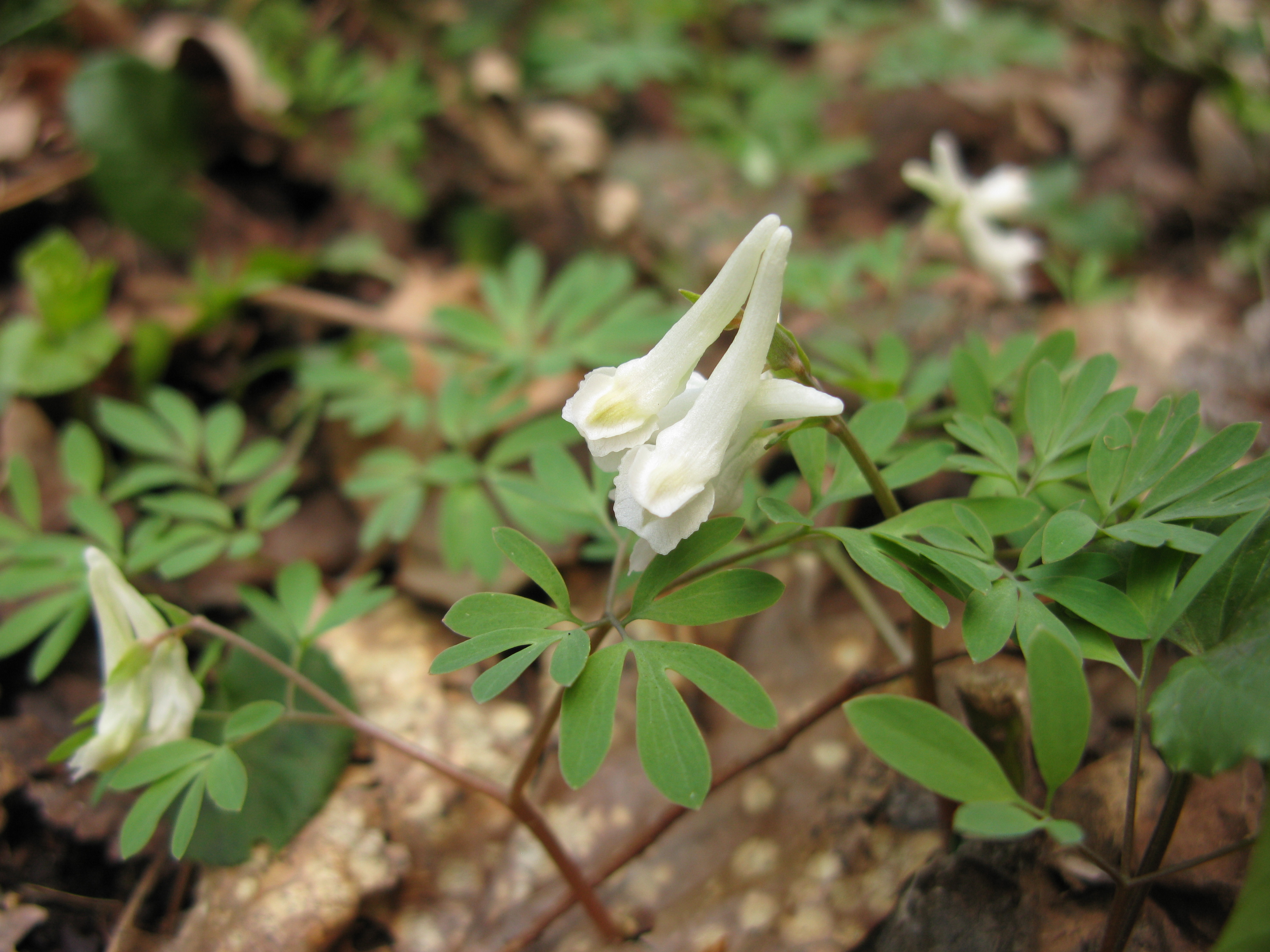
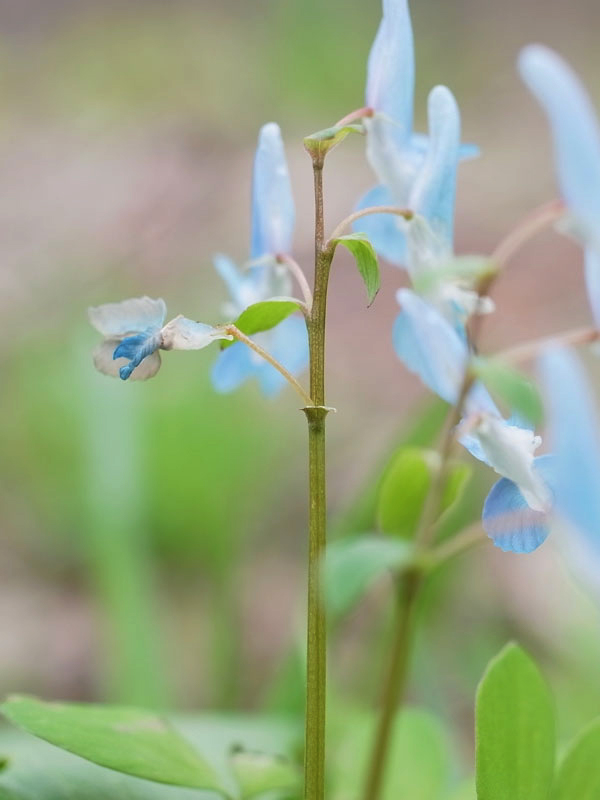